# Evaniidae
Famille
Les Evaniidae forment une famille d'insectes hyménoptères apocrites.

## Systématique
Le nom valide de cette famille est Evaniidae.
La famille a été créée en 1802 par l'entomologiste français Pierre-André Latreille

## Liste des genres
Selon GBIF (27 mai 2023) :
- Acanthinevania Bradley, 1908
- Afrevania Benoit, 1953
- Alobevania Deans & Kawada, 2008
- Alobeviana Deans & Kawada, 2008
- Botsvania Rasnitsyn & Brothers, 2007
- Brachevania Turner, 1927
- Brachygaster Leach, 1815
- Burmaevania Shih, Li & Ren, 2019
- Cretevania Rasnitsyn, 1975
- Curtevania Li, Rasnitsyn & Ren, 2018
- Decevania Huben, 2003
- Eoevania Nel, Waller, Hodebert & De Ploëg, 2002
- Eovernevania Deans, 2004
- Euaulacides Engel, 2006
- Evania Fabricius, 1775
- Evaniella Bradley, 1905
- Evaniscus Szépligeti, 1903
- Grimaldivania Basibuyuk, Fitton & Rasnitsyn, 2000
- Hyptia Illiger, 1807
- Iberoevania Peñalver, Ortega-Blanco, Nel & Delclòs, 2010
- Lebanevania Basibuyuk & Rasnitsyn, 2002
- Mesevania Basibuyuk & Rasnitsyn, 2000
- Micrevania Benoit, 1952
- Neoevanioides Engel, 2006
- Newjersevania Basibuyuk, Quicke & Rasnitsyn, 2000
- Papatuka Deans, 2002
- Parevania Kieffer, 1907
- Praevania Rasnitsyn, 1991
- Procretevania Zhang & Zhang, 2000
- Prosevania Kieffer, 1911
- Protoparevania Deans, 2004
- Rothevania Huben, 2003
- Semaeomyia Bradley, 1908
- Sinuevania Li, Rasnitsyn & Ren, 2018
- Sorellevania Engel, 2006
- Szepligetella Bradley, 1908
- Szepligetiella Bradley, 1908
- Thaumatevania Ceballos, 1935
- Trissevania Kieffer, 1913
- Vernevania Huben & Deans, 2003
- Zeuxevania Kieffer, 1902